# Alioramus
Alioramus is een geslacht van uitgestorven theropode dinosauriërs uit de groep van de Tyrannosauroidea. Alioramus is bekend van twee vondsten uit Mongolië, die beide uit het Laat-Krijt, het Maastrichtien stammen en dus ongeveer 71-65 miljoen jaar oud zijn. Er zijn twee soorten benoemd: A. remotus en A. altai. Sommige wetenschappers menen echter dat Alioramus wellicht een jonge Tarbosaurus is.

## Ontdekking en naamgeving

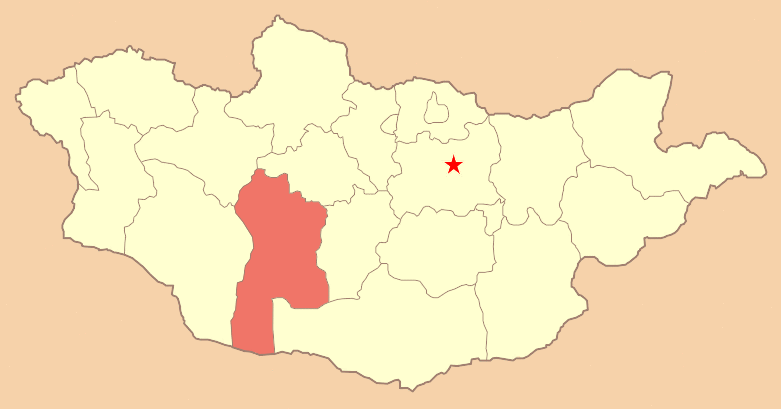
De provincie Bajonchongor

Het holotype en tot nu toe enige fossiel van de eerste typesoort Alioramus remotus, PIN 3141/1, dat bestaat uit een onvolledige schedel, de onderkaken, vier halswervels, een gedeeltelijk scheenbeen, een gedeeltelijk kuitbeen en voetbeenderen, werd in de vroege jaren zeventig van de twintigste eeuw gevonden in Bajonchongor door een Russisch-Mongoolse expeditie en voor het eerst beschreven in 1976 door Sergej Koerzanov. Het gaat om een onvolgroeid individu. De schedel was zo verschillend van andere Tyrannosauroidea dat Koerzanov dacht dat het een niet zeer eng met de rest van deze groep verwante theropode was, vandaar de geslachtsnaam: 'andere tak', van het Latijnse alius, 'andere', en ramus, 'tak'. Ook de soortaanduiding remotus, 'ver verwijderd', verwijst naar deze opvatting, die later onjuist is gebleken.
Alioramus altai werd in 2009 beschreven door Stephen Brusatte, Thomas Carr, Gregory Erickson, Gabriel Bever en Mark Norell. De soortaanduiding altai verwijst naar het Altaigebergte. Het holotype IGM 100/1844, gevonden in 2001 in de Nemegtformatie, bestaat uit een bijna complete schedel en delen van de rest van het skelet van een jong dier van naar schatting negen jaar oud. Bewaard gebleven zijn de onderkaken, de eerste tien halswervels, acht nekribben, vier losse ruggenwervels, een scrum, drie staartwervels, een gedeeltelijk darmbeen, een zitbeen, een dijbeen, de onderkanten van een scheenbeen en een kuitbeen en voetbeenderen.
Phil Currie opperde in 2000 dat A. remotus een jong exemplaar van Tarbosaurus betreft, een soort die in dezelfde formatie voorkomt. Ook is gesuggereerd dat althans A. altai het jong is van A. remotus. De verschillen tussen beide soorten zijn alle of potentieel ontogenetisch, het gevolg van rijping, of betreffen eigenschappen waarvan bekend is dat ze erg individueel variabel zijn in de Tyrannosauridae. Dat ook de beschrijvers van A. altai met deze mogelijkheid rekening hebben gehouden, blijkt al uit het feit dat ze geen apart geslacht voor de soort hebben benoemd; de laatste jaren is er een sterke trend om dinosauriërgeslachten monospecifiek te houden, bestaande uit slechts één soort.

## Beschrijving

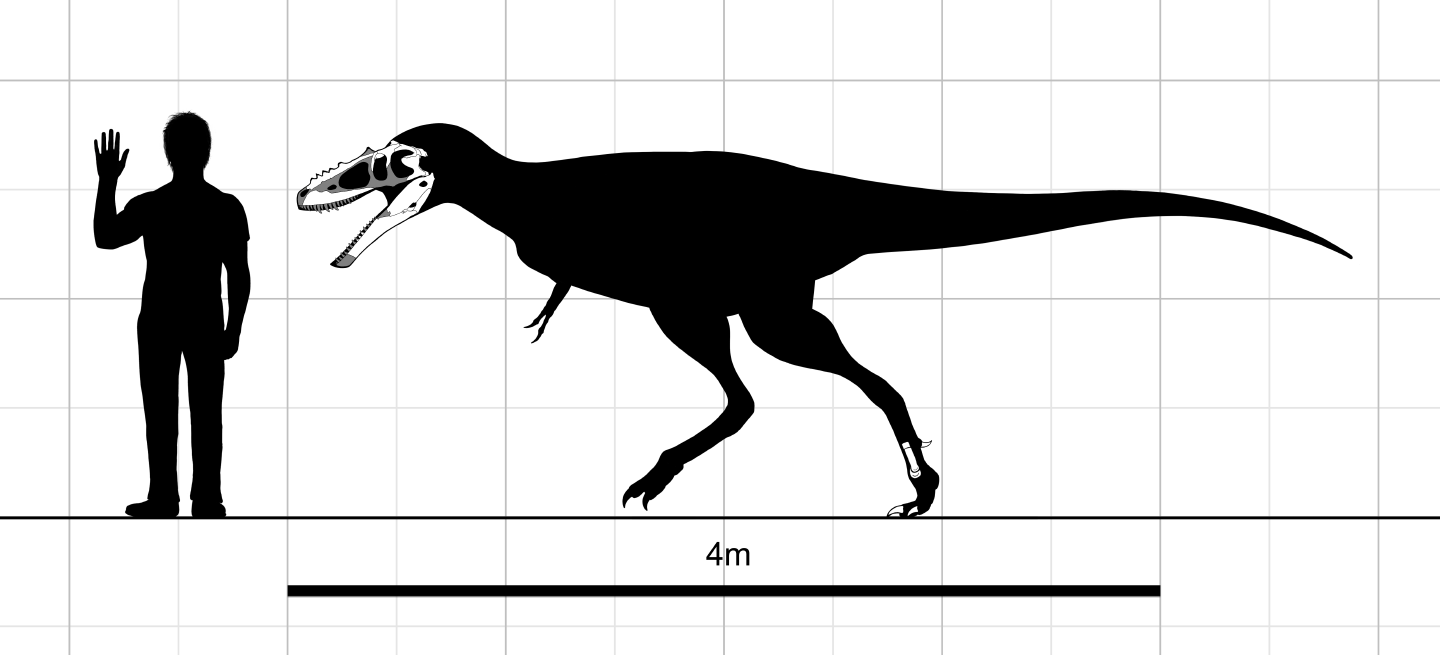
Een vergelijking van de grootte van Alioramus met die van een mens

Het eerste skelet van het geslacht werd door Koerzanov op een lengte van zes meter, een hoogte van tweehonderdtwintig centimeter en een gewicht van circa een ton geschat. De schedel, die tijdens de fossilisering was platgedrukt en een bewaarde lengte van vijfenveertig centimeter had, was lang en smal, een kenmerk van basale Tyrannosauroidea, maar ook van jonge dieren van grotere Tyrannosauroidea. De totale lengte ervan is geschat op ongeveer zeventig centimeter. Op de middenlijn van de bovenkant van de schedel stonden zes ruwe bulten uit been; bij het levende dier werden die vermoedelijk verlengd door hoornuitsteeksels. Al deze bulten hadden een hoogte van meer dan een centimeter. De maxilla in de bovenkaak draagt zestien tanden, het dentarium in de onderkaak achttien.

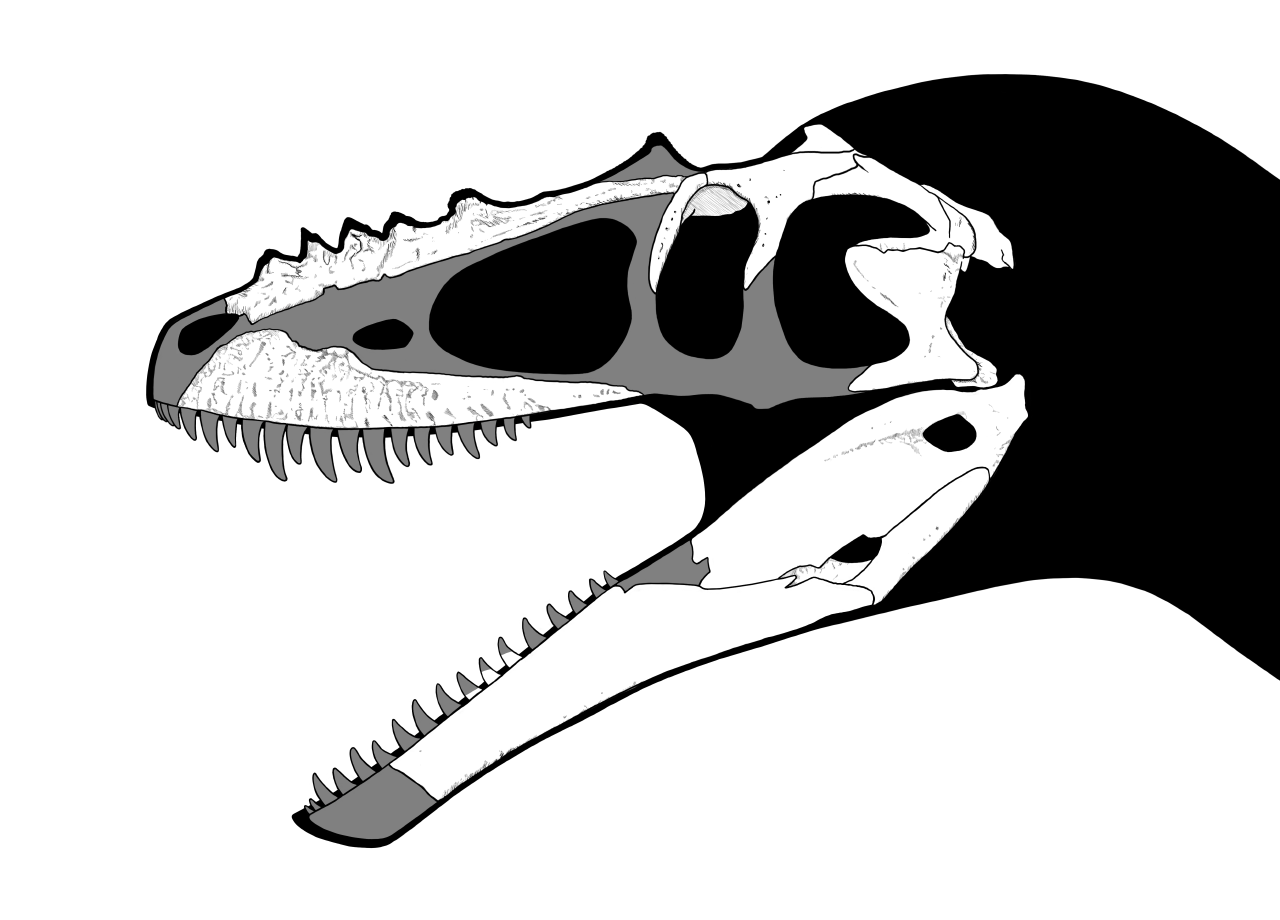
De schedel van Alioramus remotus met de bekende delen in het wit

Het skelet van A. altai is lichter gebouwd. Het gewicht van het dier is geschat op 369 kilogram. Het dijbeen heeft een lengte van zesenvijftig centimeter, wat wijst op een lichaamslengte van vijf à zes meter. De schedel is naar schatting 63,5 centimeter lang. De maxilla draagt zeventien tanden, het dentarium twintig. Het grotere aantal tanden komt, als het inderdaad een jongere groeifase zou betreffen, overeen met wat van andere tyrannosauriden bekend is: tijdens de groei nam het aantal tanden af en namen de (vervangende) tanden zelf in grootte toe. Van Tarbosaurus zijn jonge exemplaren bekend, specimina ZPAL MgD-I/29, 31 en 175, die ongeveer even groot zijn maar minder tanden hebben. Dit is een aanwijzing dat Alioramus toch een aparte vorm is maar het bewijs is slechts zwak omdat ook de rijping voor ieder kenmerk apart weer individueel kan variëren. Het holotype van A. altai heeft maar drie, en daarbij lagere, uitsteeksels op de snuit in plaats van zes. Opnieuw kan dit een werkelijk soortverschil zijn of een individuele variatie. Een mogelijke synapomorfie, gedeelde nieuwe eigenschap, met Tarbosaurus is het vergroeien van het surangulare met het dentarium wat de onderkaak verstijft. Dat nu net een kenmerk dat men niet bij een jong dier zou verwachten ook bij Tarbosaurus voorkomt, is een sterke aanwijzing dat Alioramus daarvan het jong is.

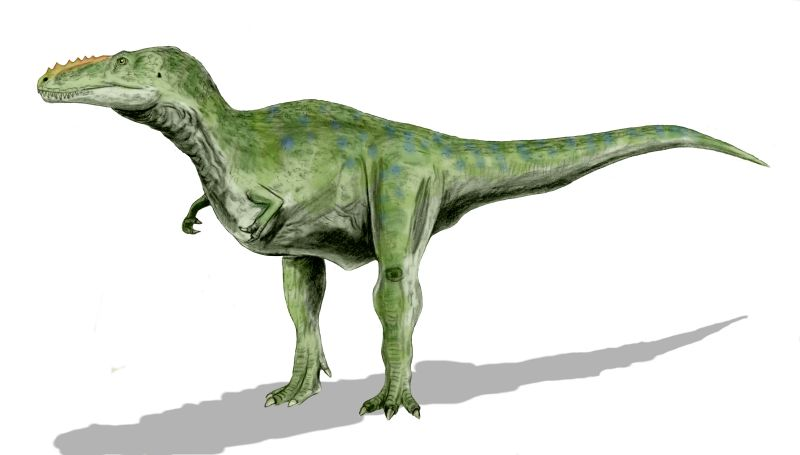
Alioramus had een relatief lange kop

De hersenpan van A. altai is bijzonder goed bewaard gebleven en bestudeerd door middel van een CAT-scan. De herseninhoud bleek 81 cm³ te zijn. Het telencephalon, het deel dat een cognitieve functie heeft, is niet speciaal vergroot; Alioramus was dus geen bijzonder slim dier. Toch was het encefalisatiequotiënt met 2,4 hoger dan bij Tyrannosaurus bij wie het op twee ligt. De oriëntatie van de evenwichtsorganen wijst erop dat het hoofd in een normale stand iets naar beneden gericht werd gehouden, meer dan bij basalere theropoden maar minder dan bij de afgeleide Maniraptora.
Het holotype van A. altai is zeer sterk gepneumatiseerd, doortrokken van luchtholten die in verbinding stonden met de luchtzakken. Van geen enkel tyrannosauride skelet is dit in zo'n mate bekend; zelfs de rib is hol. De beschrijvers zien dit echter als een mogelijk juveniel kenmerk en niet als een sterke aanwijzing dat het om een aparte soort zou gaan. Kleinere exemplaren hadden wellicht een hogere stofwisseling en lichaamstemperatuur; pneumatisering wordt in verband gebracht met warmbloedigheid. Of zulke toch vrij grote exemplaren nog een mogelijk verenkleed uit hun jeugd bewaarden, is onduidelijk.

## Fylogenie
Dat Alioramus in de Tyrannosauroidea geplaatst moet worden, is onbetwist. Een nadere bepaling is echter niet goed mogelijk wegens de slecht bewaarde resten en het feit dat het om jonge dieren gaat wat de analyses vertekent: die plegen meer kenmerken te tonen van de voorouders van de soort en vallen zo lager in de stamboom uit. In 2003 werd een kladistische studie gepubliceerd door Currie waarvan de uitkomst was dat Alioramus binnen de Tyrannosauroidea gerekend kan worden tot de Tyrannosauridae en de nog engere Tyrannosaurinae, dezelfde groep waarin ook Daspletosaurus, Tarbosaurus en Tyrannosaurus geplaatst worden. Een studie uit 2004 door Thomas Holtz ondersteunt deze resultaten, maar oppert dat het net zo goed mogelijk is dat Alioramus helemaal geen lid is van de Tyrannosaurinae. De beschrijving van A. altai uit 2009 ging gepaard met een kladistische analyse die Alioramus basaal in de Tyrannosaurinae gaf.
| void | Daspletosaurus                                                             |
|      | Daspletosaurus                                                             |
|      | \| void \| Tarbosaurus \| \| \| Tarbosaurus \| \| \| Alioramus \| \| \| \| |
|      |                                                                            |
| void | Tarbosaurus                                                                |
|      | Tarbosaurus                                                                |
|      | Alioramus                                                                  |
|      |                                                                            |

| void | Tarbosaurus |
|      | Tarbosaurus |
|      | Alioramus   |
|      |             |

| void | Nanotyrannus  |
|      | Nanotyrannus  |
|      | Tyrannosaurus |
|      |               |

| void | Daspletosaurus                                                             |
|      | Daspletosaurus                                                             |
|      | \| void \| Tarbosaurus \| \| \| Tarbosaurus \| \| \| Alioramus \| \| \| \| |
|      |                                                                            |
| void | Tarbosaurus                                                                |
|      | Tarbosaurus                                                                |
|      | Alioramus                                                                  |
|      |                                                                            |

| void | Tarbosaurus |
|      | Tarbosaurus |
|      | Alioramus   |
|      |             |

| void | Nanotyrannus  |
|      | Nanotyrannus  |
|      | Tyrannosaurus |
|      |               |

| void | Daspletosaurus                                                             |
|      | Daspletosaurus                                                             |
|      | \| void \| Tarbosaurus \| \| \| Tarbosaurus \| \| \| Alioramus \| \| \| \| |
|      |                                                                            |
| void | Tarbosaurus                                                                |
|      | Tarbosaurus                                                                |
|      | Alioramus                                                                  |
|      |                                                                            |

| void | Tarbosaurus |
|      | Tarbosaurus |
|      | Alioramus   |
|      |             |

| void | Nanotyrannus  |
|      | Nanotyrannus  |
|      | Tyrannosaurus |
|      |               |

| void | Daspletosaurus                                                             |
|      | Daspletosaurus                                                             |
|      | \| void \| Tarbosaurus \| \| \| Tarbosaurus \| \| \| Alioramus \| \| \| \| |
|      |                                                                            |
| void | Tarbosaurus                                                                |
|      | Tarbosaurus                                                                |
|      | Alioramus                                                                  |
|      |                                                                            |

| void | Tarbosaurus |
|      | Tarbosaurus |
|      | Alioramus   |
|      |             |

| void | Nanotyrannus  |
|      | Nanotyrannus  |
|      | Tyrannosaurus |
|      |               |

| void | Alioramus?                                                    |
|      | Alioramus?                                                    |
|      | \| \| Tarbosaurus \| \| \| \| \| \| Tyrannosaurus \| \| \| \| |
|      |                                                               |
|      | Tarbosaurus                                                   |
|      |                                                               |
|      | Tyrannosaurus                                                 |
|      |                                                               |

|  | Tarbosaurus   |
|  |               |
|  | Tyrannosaurus |
|  |               |

| void | Alioramus?                                                    |
|      | Alioramus?                                                    |
|      | \| \| Tarbosaurus \| \| \| \| \| \| Tyrannosaurus \| \| \| \| |
|      |                                                               |
|      | Tarbosaurus                                                   |
|      |                                                               |
|      | Tyrannosaurus                                                 |
|      |                                                               |

|  | Tarbosaurus   |
|  |               |
|  | Tyrannosaurus |
|  |               |

| void | Alioramus?                                                    |
|      | Alioramus?                                                    |
|      | \| \| Tarbosaurus \| \| \| \| \| \| Tyrannosaurus \| \| \| \| |
|      |                                                               |
|      | Tarbosaurus                                                   |
|      |                                                               |
|      | Tyrannosaurus                                                 |
|      |                                                               |

|  | Tarbosaurus   |
|  |               |
|  | Tyrannosaurus |
|  |               |

| void | Alioramus?                                                    |
|      | Alioramus?                                                    |
|      | \| \| Tarbosaurus \| \| \| \| \| \| Tyrannosaurus \| \| \| \| |
|      |                                                               |
|      | Tarbosaurus                                                   |
|      |                                                               |
|      | Tyrannosaurus                                                 |
|      |                                                               |

|  | Tarbosaurus   |
|  |               |
|  | Tyrannosaurus |
|  |               |

| void | Alioramus?                                                    |
|      | Alioramus?                                                    |
|      | \| \| Tarbosaurus \| \| \| \| \| \| Tyrannosaurus \| \| \| \| |
|      |                                                               |
|      | Tarbosaurus                                                   |
|      |                                                               |
|      | Tyrannosaurus                                                 |
|      |                                                               |

|  | Tarbosaurus   |
|  |               |
|  | Tyrannosaurus |
|  |               |

| void | Alioramus?                                                    |
|      | Alioramus?                                                    |
|      | \| \| Tarbosaurus \| \| \| \| \| \| Tyrannosaurus \| \| \| \| |
|      |                                                               |
|      | Tarbosaurus                                                   |
|      |                                                               |
|      | Tyrannosaurus                                                 |
|      |                                                               |

|  | Tarbosaurus   |
|  |               |
|  | Tyrannosaurus |
|  |               |

| void | Alioramus?                                                    |
|      | Alioramus?                                                    |
|      | \| \| Tarbosaurus \| \| \| \| \| \| Tyrannosaurus \| \| \| \| |
|      |                                                               |
|      | Tarbosaurus                                                   |
|      |                                                               |
|      | Tyrannosaurus                                                 |
|      |                                                               |

|  | Tarbosaurus   |
|  |               |
|  | Tyrannosaurus |
|  |               |

| void | Alioramus?                                                    |
|      | Alioramus?                                                    |
|      | \| \| Tarbosaurus \| \| \| \| \| \| Tyrannosaurus \| \| \| \| |
|      |                                                               |
|      | Tarbosaurus                                                   |
|      |                                                               |
|      | Tyrannosaurus                                                 |
|      |                                                               |

|  | Tarbosaurus   |
|  |               |
|  | Tyrannosaurus |
|  |               |

| void | Alioramus?                                                    |
|      | Alioramus?                                                    |
|      | \| \| Tarbosaurus \| \| \| \| \| \| Tyrannosaurus \| \| \| \| |
|      |                                                               |
|      | Tarbosaurus                                                   |
|      |                                                               |
|      | Tyrannosaurus                                                 |
|      |                                                               |

|  | Tarbosaurus   |
|  |               |
|  | Tyrannosaurus |
|  |               |

| void | Alioramus?                                                    |
|      | Alioramus?                                                    |
|      | \| \| Tarbosaurus \| \| \| \| \| \| Tyrannosaurus \| \| \| \| |
|      |                                                               |
|      | Tarbosaurus                                                   |
|      |                                                               |
|      | Tyrannosaurus                                                 |
|      |                                                               |

|  | Tarbosaurus   |
|  |               |
|  | Tyrannosaurus |
|  |               |

| void | Alioramus?                                                    |
|      | Alioramus?                                                    |
|      | \| \| Tarbosaurus \| \| \| \| \| \| Tyrannosaurus \| \| \| \| |
|      |                                                               |
|      | Tarbosaurus                                                   |
|      |                                                               |
|      | Tyrannosaurus                                                 |
|      |                                                               |

|  | Tarbosaurus   |
|  |               |
|  | Tyrannosaurus |
|  |               |

| void | Alioramus?                                                    |
|      | Alioramus?                                                    |
|      | \| \| Tarbosaurus \| \| \| \| \| \| Tyrannosaurus \| \| \| \| |
|      |                                                               |
|      | Tarbosaurus                                                   |
|      |                                                               |
|      | Tyrannosaurus                                                 |
|      |                                                               |

|  | Tarbosaurus   |
|  |               |
|  | Tyrannosaurus |
|  |               |

| void | Alioramus?                                                    |
|      | Alioramus?                                                    |
|      | \| \| Tarbosaurus \| \| \| \| \| \| Tyrannosaurus \| \| \| \| |
|      |                                                               |
|      | Tarbosaurus                                                   |
|      |                                                               |
|      | Tyrannosaurus                                                 |
|      |                                                               |

|  | Tarbosaurus   |
|  |               |
|  | Tyrannosaurus |
|  |               |

| void | Alioramus?                                                    |
|      | Alioramus?                                                    |
|      | \| \| Tarbosaurus \| \| \| \| \| \| Tyrannosaurus \| \| \| \| |
|      |                                                               |
|      | Tarbosaurus                                                   |
|      |                                                               |
|      | Tyrannosaurus                                                 |
|      |                                                               |

|  | Tarbosaurus   |
|  |               |
|  | Tyrannosaurus |
|  |               |

| void | Alioramus?                                                    |
|      | Alioramus?                                                    |
|      | \| \| Tarbosaurus \| \| \| \| \| \| Tyrannosaurus \| \| \| \| |
|      |                                                               |
|      | Tarbosaurus                                                   |
|      |                                                               |
|      | Tyrannosaurus                                                 |
|      |                                                               |

|  | Tarbosaurus   |
|  |               |
|  | Tyrannosaurus |
|  |               |

| void | Alioramus?                                                    |
|      | Alioramus?                                                    |
|      | \| \| Tarbosaurus \| \| \| \| \| \| Tyrannosaurus \| \| \| \| |
|      |                                                               |
|      | Tarbosaurus                                                   |
|      |                                                               |
|      | Tyrannosaurus                                                 |
|      |                                                               |

|  | Tarbosaurus   |
|  |               |
|  | Tyrannosaurus |
|  |               |

## Levenswijze
Volgens de beschrijvers van A. altai had deze soort een andere levenswijze dan Tarbosaurus die zijn leefgebied deelde. De kleinere soort zou met zijn langere kaken een andere niche gevuld hebben door zich te specialiseren in lichtere prooien, waarvoor niet de enorme bijtkracht nodig was die de schedel van zijn grotere verwant kenmerkte. Mocht men aannemen dat Alioramus slechts het jong is van Tarbosaurus dan blijft deze rolverdeling in stand waarbij de jonge dieren een andere functie in hun habitat hadden dan de oudere. Bekende mogelijke kleinere prooidieren uit de Nemegtformatie zijn de Pachycephalosauria Homalocephale en Prenocephale.